# Анаэробный пруд
Анаэробный пруд представляет собой искусственный открытый земляной водоём, заполненный отходами животных, который подвергается анаэробному брожению, являющийся частью системы, предназначенной для переработки и утилизации отходов, образующихся в результате технологии массового откорма животных. Анаэробные пруды-отстойники наполняются навозной жижей, которая вымывается из-под загонов для животных. Иногда навозную жижу помещают в промежуточный накопительный бак под коровниками или рядом с ними перед тем, как отправить в отстойник. Попадая в пруд, навоз разделяется на два слоя: твердый, или иловый слой, и жидкий слой. Затем навоз подвергается процессу анаэробного окисления, при котором летучие органические соединения превращаются в углекислый газ и метан. Анаэробные пруды обычно используются для предварительной очистки высококонцентрированных промышленных сточных вод и городских сточных вод. Это позволяет проводить предварительное осаждение взвешенных веществ в качестве процесса предварительной обработки.
Было показано, что анаэробные пруды-отстойники содержат и выделяют вещества, которые могут оказывать неблагоприятное воздействие на окружающую среду и здоровье. Эти вещества выделяются двумя основными путями: в виде газов и путём утечек жидкого содержимого из пруда. Выделение газа из навоза происходит постоянно (хотя количество может меняться в зависимости от сезона). Наиболее распространенными газами, выделяемыми анаэробным прудом, являются: аммиак, сероводород, метан и углекислый газ. Утечки из пруда могут быть вызваны дефектами конструкции пруда, такими как пробоины или нарушения при строительстве, или неблагоприятными погодными условиями, такими как увеличение количества осадков или сильный ветер. В результате протечек в окружающую землю и воду попадают вредные вещества и микроорганизмы, такие как: антибиотики, эстрогены, бактерии, пестициды, тяжелые металлы и простейшие.
Из-за рисков утечек и опасений по поводу воздействия на здоровье людей в ряде стран были введены ограничения на строительство анаэробных прудов, а также был достигнут прогресс в исследованиях, разработке и внедрении экологически чистых технологий, которые позволили бы более безопасно локализовать и перерабатывать отходы животноводства.

## Создание
Начиная с 1950-х годов с развитием птицеводства, а затем в 1970-х и 1980-х годах с увеличения производства крупного рогатого скота и свиней производители мяса в Соединенных Штатах прибегли к технологии массового откорма животных (ТМОЖ) как к способу более эффективного производства больших объемов мяса. Этот переход принес пользу потребителям в Соединенных Штатах, так как увеличилось количество мяса, которое можно выращивать, тем самым понизив его цену. Однако увеличение поголовья скота привело к увеличению количества навоза. Например, в 2006 году в животноводческих предприятиях США был произведён 121 миллион тонн навоза. В отличие от навоза, производимого на обычной ферме, навоз от предприятий ТМОЖ не может напрямую использоваться в качестве удобрения на сельскохозяйственных угодьях из-за его низкого качества. Более того, фабрики ТМОЖ производят слишком большой объём навоза. Откорм 800 000 свиней может дать более полутора миллионов тонн отходов в год. С большим количеством навоза, производимого фабриками ТМОЖ, необходимо каким-то образом бороться, поскольку неправильное обращение с навозом может привести к загрязнению воды, воздуха и почвы. В результате сбор и утилизация навоза становятся всё более серьёзной проблемой.
Чтобы справиться со своими отходами, фабрики, работающие по ТМОЖ, разработали планы очистки сельскохозяйственных сточных вод . Чтобы сэкономить на ручном труде, многие ТМОЖ-фабрики перерабатывают навоз в жидком виде жидкости. При этом животные содержатся в загонах с решётчатым полом, поэтому отходы и воду для орошения можно сливать из желобов под полом и направлять по трубопроводу в резервуары для хранения или в анаэробные пруды. Целью обработки в пруде является то, чтобы обработать отходы и сделать их пригодными для применения на сельскохозяйственных полях. Есть три основных типа прудов-отстойников: анаэробные, которые работают без кислорода; аэробные, требующие кислорода; и факультативные, которые функционируют как с кислородом, так и без него. Аэротенки обеспечивают более высокую степень очистки с меньшим выделением запаха, хотя они требуют значительно больше места и сложнее в обслуживании. Именно по этой причине большинство прудов-отстойников для отходов жизнедеятельности скота являются анаэробными.

## Дизайн

### Описание

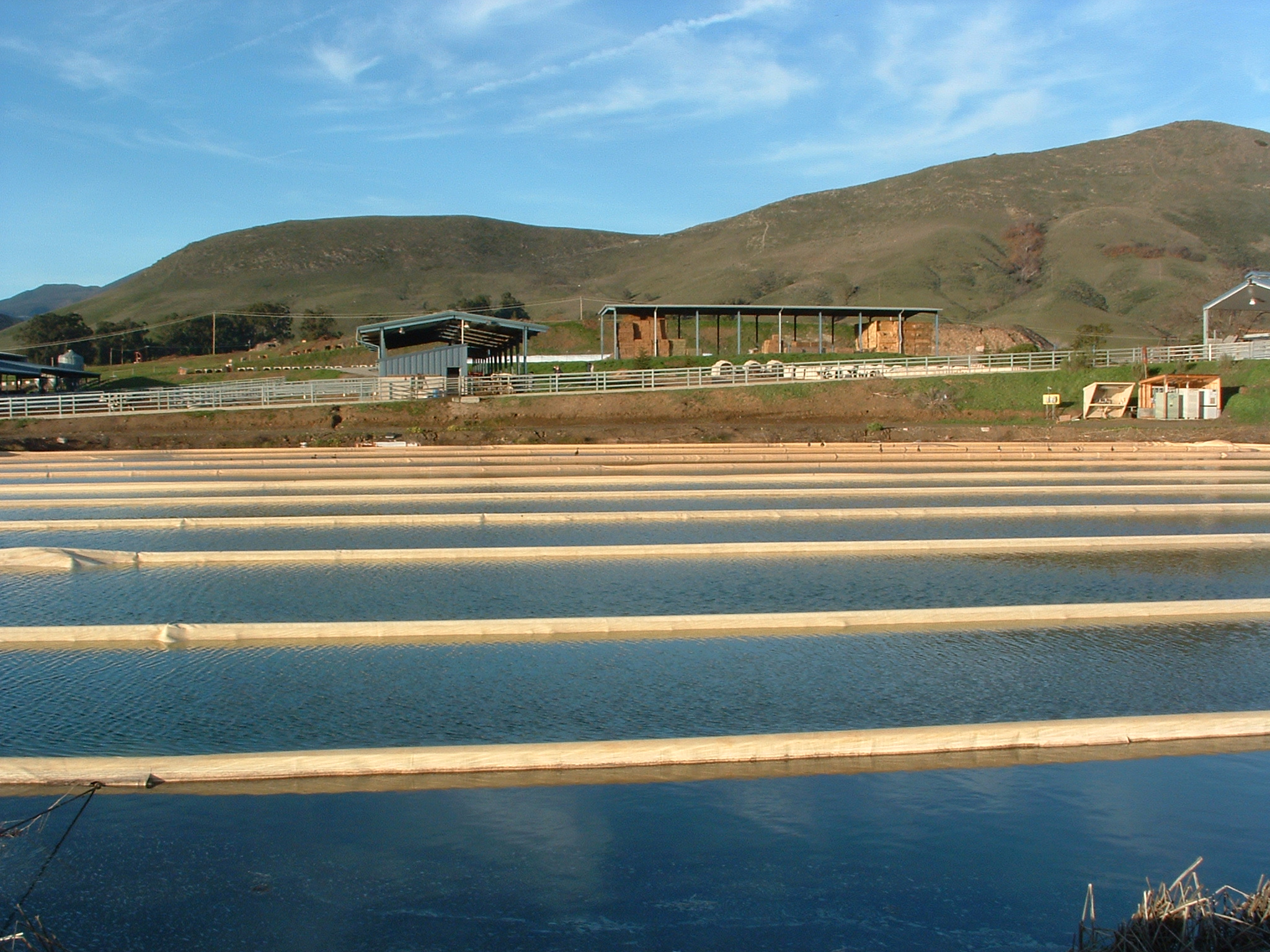
Анаэробный пруд-отстойник на молокозаводе Cal Poly Dairy

Анаэробные пруды представляют собой земляные бассейны с глубиной обычно 8 футов (2,4 м), хотя большие глубины лучше подходят для брожения, поскольку они минимизируют диффузию кислорода с поверхности. Чтобы свести к минимуму утечку отходов животноводства в грунтовые воды, дно прудов-отстойников, как правило, покрывают глиной. Исследования показали, что утечка из отстойника составляет 1 мм в день, независимо от наличия глиняной облицовки, потому что именно шлам, отложившийся на дне лагуны, ограничивает скорость утечки, а не глина или нижележащая почва.
Анаэробные пруды не подогреваются, не аэрируются и не перемешиваются. Они наиболее эффективны при более высоких температурах; анаэробные бактерии неэффективны при температуре ниже 15 °C. Отстойники должны быть отделены от других сооружений на определённое расстояние, чтобы предотвратить загрязнение. Штаты регулируют это разделительное расстояние. Общий размер лагуны определяется сложением четырёх составляющих: минимальный расчётный объём, объём хранимого навоза между периодами утилизации, объём разбавления и объём накопленного ила между периодами удаления ила.
Пруд-отстойник разделяется на два отдельных слоя: ил и жидкость. Слой ила представляет собой более прочный слой, образующийся в результате выпадения в осадок отложений из навоза. Через некоторое время этот твёрдый слой накапливается, и в конечном итоге его необходимо удалять. Жидкая часть состоит из жира, пены и других взвешенных частиц. Жидкие сточные воды ТМОЖ поступают на дно лагуны, так, чтобы они смешивались с активной микробной массой в слое ила. Эти анаэробные условия одинаковы по всей лагуне, за исключением небольшого поверхностного слоя.
Иногда к этому слою применяется аэрация, чтобы ослабить запахи, испускаемые отстойником. Если поверхностная аэрация не проводится, то образуется корка, удерживающая тепло и запахи. Анаэробные пруды обычно содержат и очищают сточные воды от 20 до 150 дней. После анаэробных прудов-отстойников должны следовать аэробные или факультативные пруды, чтобы обеспечить необходимый уровень дальнейшей очистки. Жидкий слой периодически сливают и используют в качестве удобрений. В некоторых случаях может быть оборудовано покрытие для улавливания метана, который используется для получения энергии.
Анаэробные пруды функционируют за счёт анаэробного брожения. Разложение органического вещества начинается вскоре после того, как животные испражняются. Пруды становятся анаэробными из-за высокого биологического потребления кислорода (БПК) фекалиями, которые содержат большое количество растворимых твёрдых веществ, что приводит к более высокому БПК. Анаэробные микроорганизмы превращают органические соединения в углекислый газ и метан посредством кислотообразования и синтеза метана.

### Преимущества строительства прудов
- С навозом можно легко обращаться с помощью воды, используя промывочные системы, канализационные линии, насосы и ирригационные системы[7].
- Стабилизация отходов посредством сбраживания сводит к минимуму запах, когда навоз в конечном итоге используется в качестве удобрения[7].
- Навоз можно длительное время и недорого хранить[7].
- Навоз находится в одном месте, а не разбросан по большой площади земли.

### Недостатки создания прудов
- Требуется относительно большая площадь земли[11].
- Производит сильный нежелательный запах, особенно весной и осенью[7].
- Органическая стабилизация занимает довольно много времени из-за низкой скорости сбраживания осадка и медленного роста метанообразователей.
- Навоз, используемый в качестве удобрения, имеет более низкое качество из-за низкой доступности питательных веществ[7].
- Риск утечки сточных вод из-за разрушения резервуаров или нарушений в конструкции[11].
- Погода и другие факторы окружающей среды могут сильно повлиять на безопасность и эффективность анаэробных прудов[11].

## Воздействие на окружающую среду и здоровье

### Выбросы газа
Показатели заболеваемости астмой среди детей, живущих вблизи ТМОЖ, постоянно повышены. Было показано, что в процессе анаэробного сбраживания из лагун выделяется более 400 летучих соединений. Наиболее распространенными из них являются: аммиак, сероводород, метан и углекислый газ.

#### Аммиак
В Соединенных Штатах 80 % выбросов аммиака приходится на животноводство. Пруд-отстойник может испарить до 80 % азота в результате реакции: NH4±N -> NH3 + H+. По мере увеличения pH или температуры увеличивается и количество улетучивающегося аммиака. После испарения аммиак может перемещаться на расстояние до 300 миль, а на более близких расстояниях вызывает раздражение дыхательных путей. Закисление и эвтрофикация экосистем, окружающих пруды, могут быть вызваны длительным воздействием летучего аммиака. Этот аммиак наносит значительный экологический ущерб в Европе и вызывает растущую озабоченность в Соединенных Штатах.

#### Сероводород
В прудах высокая концентрация сероводорода, который очень токсичен, в среднем более 30 мг на тонну. Сероводород известен своим неприятным запахом тухлых яиц. Поскольку сероводород тяжелее воздуха, он имеет тенденцию задерживаться вокруг прудов даже после вентиляции. Уровни сероводорода максимальны после перемешивания и во время уборки навоза.

#### Метан
Метан — газ без запаха, вкуса и цвета. Пруды-отстойники производят около 2 300 000 тонн метана ежегодно, причем около 40 % этой массы приходится на пруды от свиноферм. Метан воспламеняется при высоких температурах, а взрывы и пожары представляют собой реальную угрозу в прудах или вблизи них. Кроме того, метан является парниковым газом. По оценкам Агентства по охране окружающей среды США, в 1998 году 13 % всех выбросов метана приходилось на навоз от скота, и в последние годы эта доля выросла. В последнее время появился интерес к технологии, позволяющей улавливать метан, образующийся в прудах, и продавать его в качестве источника энергии.

### Водорастворимые загрязнения
Водорастворимые загрязняющие вещества могут выходить из анаэробных отстойников и попадать в окружающую среду в результате утечки из плохо построенных или плохо обслуживаемых отстойников для навоза, а также во время сильных дождей или сильных ветров, что приводит к переполнению отстойников. Эти утечки и разливы могут загрязнять окружающие поверхностные и грунтовые воды некоторыми опасными веществами, содержащимися в пруде. Наиболее серьезными из этих загрязнителей являются патогенная микрофлора, антибиотики, тяжелые металлы и гормоны. Например, стоки с ферм в Мэриленде и Северной Каролине являются основным возможным источником Pfiesteria piscicida. Это простейшее-паразит способно убивать рыбу, а также может вызывать раздражение кожи и потерю кратковременной памяти у людей.

#### Патогенные микроорганизмы
Было обнаружено, что более 150 видов микроорганизмов в навозных отстойниках влияют на здоровье человека. Здоровые люди, проконтактировавшие с возбудителями, обычно быстро выздоравливают. Однако те, у кого ослаблена иммунная система, например больные раком и маленькие дети, имеют повышенный риск более тяжелого заболевания или даже смерти. Около 20 % населения США относятся к этой группе риска. Некоторые из наиболее известных патогенов:

##### Кишечная палочка (E. coli)
E. coli обнаруживается в кишечнике и фекалиях как животных, так и человека. Один особенно вирулентный штамм, Escherichia coli O157:H7, встречается в кишечном содержимом крупного рогатого скота, выращиваемого по ТМОЖ. Поскольку крупный рогатый скот кормят кукурузой при ТМОЖ, вместо травы, это изменяет pH химуса, так, что он становится более благоприятным для E. coli. Крупный рогатый скот, откармливаемый зерном, имеет на 80 % больше этого штамма E. coli, чем скот на травяном откорме. Однако количество Е. coli, обнаруженное в химусе крупного рогатого скота, откармливаемого зерном, может быть значительно снижено путем перевода животного на траву всего за несколько дней до убоя. Это уменьшает присутствие возбудителя как в мясе, так и в отходах крупного рогатого скота, а также уменьшает содержание E. coli в анаэробных прудах.

##### Криптоспоридий
Cryptosporidium — паразит, вызывающий диарею, рвоту, спазмы желудка и лихорадку. Его наличие особенно проблематично, потому что он устойчив к большинству режимов работы отстойников . В исследовании, проведенном в Канаде, 37 % образцов жидкого навоза свиней содержали Cryptosporidium.

##### Другие распространенные возбудители
Другие распространенные патогены (и их симптомы) включают:
- Bacillus anthracis, также известная как сибирская язва (кожные язвы, головная боль, лихорадка, озноб, тошнота, рвота)
- Leptospira pomona (боль в животе, мышечная боль, рвота, лихорадка)
- Listeria monocytogenes (лихорадка, утомляемость, тошнота, рвота, диарея)
- Сальмонелла (боль в животе, диарея, тошнота, озноб, лихорадка, головная боль)
- Clostridium tetani (сильные мышечные спазмы, тризм, затрудненное дыхание)
- Histoplasma capsulatum (лихорадка, озноб, мышечная боль, кашель, сыпь, боль в суставах и скованность)
- Стригущий лишай Microsporum и Trichophyton (зуд, сыпь)
- Giardia lamblia (боль в животе, метеоризм, тошнота, рвота, лихорадка)
- Cryptosporidium (диарея, обезвоживание, слабость, спазмы в животе)
- Pfiesteria piscicida (неврологическое повреждение)[13]

#### Антибиотики
Животным скармливают антибиотики для предотвращения болезней, увеличения веса и развития, а также чтобы сократить время выращивания от рождения до забоя. Однако, поскольку эти антибиотики вводят в субтерапевтических (низких) дозах, бактериальные культуры могут вырабатывать устойчивость к лекарствам путёместественного отбора бактерий, устойчивых к этим антибиотикам. Затем эти устойчивые к антибиотикам бактерии выделяются из организма и переносятся в пруды, откуда они могут в дальнейшем инфицировать людей и других животных.
Каждый год скоту в нетерапевтических целях вводят 24,6 миллиона фунтов противомикробных препаратов. 70 % всех антибиотиков и связанных с ними лекарств даются животным в качестве кормовых добавок. Почти половина используемых антибиотиков близки по структуре к антибиотикам, которые назначают людям. Имеются убедительные доказательства того, что использование антибиотиков в кормах для животных способствует увеличению числа устойчивых к антибиотикам микробов и делает антибиотики менее эффективными для человека. Из-за опасений по поводу устойчивых к антибиотикам бактерий Американская медицинская ассоциация приняла резолюцию, в которой заявила о неприемлемости использования субтерапевтических доз противомикробных препаратов в животноводстве.

#### Гормоны
Гормоны роста, такие как бычий соматотропин, эстроген и тестостерон, вводят для увеличения скорости развития и мышечной массы скота. Тем не менее, только часть этих гормонов усваивается животными. Остальное выводятся из организма и попадает в пруды. Исследования показали, что эти гормоны, попадая в окружающие поверхностные воды, могут повлиять на фертильность и репродуктивность водных животных.
Одно исследование показало, что при свиноводческих предприятиях, в нескольких отстойниках и контрольных скважинах из двух объектов (питомник для молодняка и место для опороса) были обнаружены высокие уровни всех трёх форм эстрогена. В питомнике концентрация гормонов в отстойнике колебалась от 390 до 620 нг/л для эстрона, от 180 до 220 нг/л для эстриола и от 40 до 50 нг/л для эстрадиола. При опоросе концентрация гормонов в первичном сбраживающем отстойнике варьировалась от 9 600 до 24 900 нг/л для эстрона, от 5000 до 10400 нг/л для эстриола и от 2200 до 3000 нг/л для эстрадиола. Этинилэстрадиол не был обнаружен ни в одной из проб из пруда или грунтовых вод. Концентрация натуральных эстрогенов в пробах подземных вод обычно не превышала 0,4 нг/л, хотя в нескольких скважинах у питомника для молодняка был обнаружен её уровень, достаточный для количественного определения, хотя и в низкой концентрации".

#### Тяжёлые металлы
Навоз содержит следовые количества многих тяжёлых металлов, таких как мышьяк, медь, селен, цинк, кадмий, молибден, никель, свинец, железо, марганец, алюминий и бор. Иногда эти металлы дают животным в качестве стимуляторов роста, некоторые попадают в организм с пестицидами, используемыми для избавления скота от насекомых, а некоторые могут проходить организм животных транзитом в виде непереваренной пищи. Небольшие концентрации этих металлов и их соли из навоза животных представляют опасность для здоровья человека и экосистем.

### Разлив навоза в Нью-Ривер
В 1999 году ураган «Флойд» обрушился на штат Северная Каролина, затопив отстойники для отходов свиноводства. 25 миллионов галлонов (94,64 миллиона литров) навоза попали в реку Нью-Ривер и загрязнили систему водоснабжения.

## Законодательное регулирование
Анаэробные пруды-отстойники строятся как часть системы очистки сточных вод. Таким образом, получение разрешений на их строительство рассматривается в рамках создания всех очистных сооружений. Таким образом, отстойники для навоза контролируются на государственном и муниципальном уровне через предприятие ТМОЖ, которое ими управляет. В последние годы из-за воздействия анаэробных прудов на окружающую среду и здоровье человека природоохранные службы усилили регулирование ТМОЖ, уделяя особое внимание прудам-отстойникам. Например, в штате Северная Каролина запретили строительство новых анаэробных прудов в 1999 году и оставили этот запрет в силе в 2007 году.

## Дальнейшие исследования
Были проведены некоторые исследования для разработки и оценки экономической осуществимости более экологически чистых технологий. В Северной Каролине были реализованы пять основных альтернатив: 1. система отделения твердых частиц/нитрификации-денитрификации/удаления растворимого фосфора; 2. система термофильного анаэробного сбраживания; 3. централизованная система компостирования; 4. система газификации; 5. система сжигания в разжиженном слое. Эти системы оценивались по их способности уменьшать воздействие отходов ТМОЖ на поверхностные и грунтовые воды, уменьшать выбросы аммиака, уменьшать выделение патогенных микроорганизмов и снижать загрязнение тяжелыми металлами.
Министерство сельского хозяйства США также оценило перспективу создания программы ограничения и торговли выбросами двуокиси углерода и закиси азота предприятиями ТМОЖ. Эта программа ещё не реализована, однако Министерство сельского хозяйства США предполагает, что такая программа побудит корпорации применять экологически более продвинутые технологии.
Службой сельскохозяйственных исследований США было начато всестороннее исследование анаэробных прудов-отстойников для свиней по всей стране. Это исследование направлено на изучение состава прудов и влияния анаэробных отстойников на окружающую среду и агротехнические методы.